# 夏须草属
夏须草属（学名：Theropogon）是百合科下的一个属，为多年生草本植物。该属仅有夏须草（Theropogon pallidus）一种，分布于喜马拉雅区至中国西南部。